# Guillermo Dubois
Guillaume Dubois, más conocido como el Abad Dubois (6 de septiembre de 1656, Brive-la-Gaillarde - 10 de agosto de 1723, Versalles) fue un político francés.

## Biografía
Hijo de un boticario, cursó sus estudios en el colegio de Saint-Michel en París, pagándoselos con su sueldo de doméstico. Escogió la carrera eclesiástica y recibió las órdenes en 1669. Fue preceptor en diferentes mansiones y tuvo la suerte de ejercer su profesión en la mansión del duque de Chartres futuro duque de Orleans y regente.
De espíritu vivo, penetrante y muy hábil, supo ganarse, rápidamente, la confianza de su alumno: se preocupó de cultivar su inteligencia, sin inmiscuirse en su inclinación por el placer. Supo, también, ganarse el favor de Luis XIV, animando a su alumno a casarse con la hija legítima del rey Mademoiselle de Blois y como recompensa recibió una próspera abadía.
El duque Felipe de Orleans asumió la regencia en 1715, e incorporó a Dubois al consejo de Estado encargándole las más altas misiones. En 1717, Dubois se situó al nivel de los grandes diplomáticos al conseguir, en La Haya el acuerdo con lord James Stanhope, la triple alianza entre Gran Bretaña, Francia y Holanda, formada contra las pretensiones del rey de España Felipe V al trono de su abuelo Luis XIV lo que inquietaba al regente; Dubois fue recompensado en 1718 con el nombramiento de secretario de Estado y Asuntos exteriores.
No tardó mucho en obtener nuevos títulos y el afecto del regente, al descubrir y hacer fracasar la Conspiración de Cellemare (1718), haciendo arrestar al Príncipe de Cellemare y al duque y la duquesa de Maine, indisponiendo al rey de España con el ministro y cardenal italiano Giulio Alberoni en 1719.
Poco después, a base de intrigas, se hizo nombrar arzobispo de Cambrai en 1720, y obtuvo, al fin, el capelo de cardenal en 1721. La Academia Francesa le abrió también sus puertas el 26 de noviembre de 1722, y más tarde la Asamblea del Clero le nombró presidente. En 1722 se hizo nombrar primer ministro de Estado. Desde ese momento reinó, realmente, como dueño absoluto debido a su influencia sobre el regente. Sus enemigos le atribuyeron la introducción en la Corte de vicios y costumbres depravadas.
Murió al año siguiente de un absceso en la vesícula, y se encuentra sepultado en la Iglesia de San Roque. Sus enemigos no pudieron, no obstante, negarle una actividad infatigable así como su gran talento político.